# Mister Bones (personaje)
Mister Bones (Robert Todd) (español Señor Huesos) es un personaje del Universo de DC Comics, creado por Roy Thomas, Dann Thomas y Todd McFarlane, en Infinity Inc #16 (julio de 1985). Un ex supervillano de bajo nivel y miembro de Helix, se reformó y se unió al equipo de Infinity Inc., y luego al Departamento de Operaciones Extranormales (una agencia gubernamental que regula la actividad de los superhéroes) como burócrata, y finalmente ascendió al rango de Director Regional para la Costa Este. Por lo tanto, ahora usa traje y corbata en lugar de un disfraz, y también es conocido como Director Bones. Es un fumador empedernido, tenía la costumbre de hablar en rima en sus primeras apariciones, pero ya no lo hace.
Keith David proporciona la voz de Mister Bones en Stargirl.

## Biografía ficticia

### Origen
El Dr. Benjamin (también conocido como Amos) Love, un ginecólogo, inyectó a seis mujeres embarazadas un fármaco mutagénico experimental. Cada una de las mujeres dio a luz a un niño metahumano. El Dr. Love secuestró a los bebés y los crio él mismo, sin permitirles salir de la casa. Los niños aprendieron todo lo que sabían de los libros, la radio y la televisión. Más tarde, los seis jóvenes adultos se enteraron de la verdadera historia de su origen al leer el diario de Love y lo confrontaron. Decidieron ejecutarlo por lo que les hizo y Bones se llevó al Dr. Love solo al desierto para matarlo con su toque de cianuro; el médico rogó por su vida y Bones sintió lástima por él y lo dejó ir. Bones luego le mostró al resto de su "familia" la tumba del Doctor Love. Después de la supuesta muerte del Doctor Love y siguiendo el ejemplo de los superhéroes que habían visto en la televisión, los seis crearon disfraces para ir con los nombres que el Doctor Love les había dado y llamaron a su grupo Helix y tomaron nombres como Penny Dreadful, Tao Jones, Kritter, Baby Boom y Arak Wind-Walker.

### Trabajando con Helix
El equipo secuestró a Infinitor Fury en un intento de extorsionar dinero. Aunque fueron derrotados por los compañeros de equipo de Fury, Infinity Inc., Helix logró escapar. Más tarde, la segunda Wildcat (Yolanda Montez) se enteró de que, de hecho, era prima del nuevo miembro de Helix, Carcharo, y que ambos son productos de los mismos experimentos genéticos que Helix. Los dos equipos lucharon hasta llegar a un punto muerto y Mr. Bones fue arrestado mientras los demás escapaban. Más tarde, Mr. Bones fue liberado de prisión por el Doctor Love.
Carcharo pronto encendió Helix y secuestró a Mr. Bones. En la lucha que siguió, Carcharo es apuñalado con una pieza larga de metal y, en un último esfuerzo, le arranca la pierna a Bones y luego muere por envenenamiento con cianuro. Para asegurarse de que Bones recibiera atención médica, Helix se entregó a las autoridades. Mr. Bones recibió una pierna artificial y la Dra. Beth Chapel (Doctor Medianoche) lo ayudó a recuperarse de sus heridas, y los dos formaron una relación amistosa.

### Trabajando con Infinity, Inc.
Como eran menores de edad, se llevó a cabo una audiencia informal en la corte para determinar el destino de los miembros de Helix. Se descubrió que Mr. Bones tenía demasiada influencia negativa sobre ellos. Infinity, Inc. recibió la custodia de Bones mientras que el resto de Helix recibiría tratamiento.
Durante la mayor parte de su tiempo con Infinity, Inc., Mr. Bones no fue miembro del equipo, aunque tomó parte activa en sus aventuras y se convirtió en un héroe por derecho propio, y finalmente fue aceptado por la mayoría de los Infinitors. Durante la boda de Hector y Lyta Hall, Harlequin (Marcie Cooper) usó el engaño para que Bones y Skyman se reunieran en la habitación de Solomon Grundy. Luego engañó a Solomon Grundy para que agarrara el brazo de Bones y lo usara para matar a Skyman con su toque de cianuro.
Atormentado por la culpa, Bones dejó Infinity, Inc. Cuando el Dr. Love tomó el control de Helix y les ordenó que mataran a Bones, Helix se volvió contra Love y lo mató. Helix luego se fue disgustado y le dijo a Bones que ya no era uno de ellos. Sin embargo, los Infinitors le otorgaron a Bones la membresía completa en el equipo, pero el papel de Bones en la muerte de Skyman terminaría siendo fundamental en su disolución poco después.

### Dirigir el Departamento de Operaciones Extranormales
En algún momento después de la disolución de Infinity Inc., el Sr. Bones se convirtió en Director de una sucursal local del Departamento de Operaciones Extranormales (DEO) de EE. UU. y, como DEO, el Director Bones ha tenido numerosas interacciones con las operaciones de la comunidad sobrehumana. A veces ha pedido a varios equipos de DCU su asistencia encubierta. En particular, ha trabajado con la Sociedad de la Justicia de América varias veces, hasta el punto de que Mister Terrific se infiltró en la sede de la DEO para decirle a Mr. Bones que dejara de acosarlos. Bones también desconfiaba de Atom Smasher, su antiguo compañero Infinitor, después de su asesinato de Extant. Mr. Bones se convirtió en un personaje secundario en cazador de hombres Manhunter.
Mr. Bones y las operaciones de DEO se presentan en el especial DC Files Secret Files and Origins Year 2000.
En un enlace de Crisis final, Mr. Bones es visto como uno de los caídos durante un ataque contra las Furias Femeninas de Wonder Woman en Blüdhaven, con Conde Vértigo y Mujer Negativa. Más tarde sobrevivió al encuentro, ya que se le ve con Atom Smasher en un bar en Justice Society of America (vol. 2) #27 discutiendo el incidente antes mencionado y la posición de este último en el equipo. Cuando Rothstein se va con otros miembros de la Sociedad, se ve a Bones en el teléfono llamando a la Agencia Global Para la Paz.

### The New 52
En 2011, "The New 52" reinició el universo DC. Se muestra que Mr. Bones actúa como el director de DEO y le encarga al agente Cameron Chase que capture a Batwoman. Bones ahora se cree hijo ilegítimo del Coronel Jacob Kane. El captura a Beth Kane, hermana de Batwoman, y chantajea a Batwoman para que acceda a descubrir la identidad secreta de Batman. Batwoman, el grupo paramilitar de élite "Murder of Crows" del coronel Kane y la heroína Hawkfire no logran rescatar a Beth. Agente Asaf, comprometido por Hawkfire, le dispara a Bones en la cabeza después de que él amenaza con matar a Beth en lugar de entregarla. Asaf luego dice que Bones estaba mentalmente desequilibrado, y no es el hijo de Jacob Kane.

### Frontera Infinita
En las páginas de "Infinite Frontier", Mister Bones está hablando con Cameron Chase sobre los eventos recientes que han ocurrido desde los eventos de "Dark Nights: Death Metal" que revelaron el Multiverso a todos. Mientras estaba en Tierra Omega, se reveló que Mister Bones había derribado la nave de Cameron Chase y dice que hizo un trato con Darkseid para salvar su Tierra a cambio de otros. Jade derriba a Mister Bones. Después de que Darkseid haya teletransportado a todos los héroes fuera de Tierra Omega y de regreso a sus respetuosas Tierras, se mencionó que Mister Bones se escapó al regresar a Tierra-Prima.

## Poderes y habilidades
La exposición de la madre de Bones a drogas mutagénicas durante el embarazo le otorgó tres poderes sobrehumanos, dos de los cuales son extremadamente inconvenientes para su vida diaria: fuerza sobrehumana; piel, carne y órganos transparentes que le dan una apariencia de esqueleto y sudor tóxico similar al cianuro.

## Otras versiones
Mister Bones aparece en el cómic digital de la temporada 11 de Smallville basado en la serie de televisión. Durante la Segunda Guerra Mundial, el hombre que se convertiría en Mister Bones era miembro y presumiblemente el líder de un grupo de trabajo del gobierno con nombre en código "ShadowPact", creado para contrarrestar a la Sociedad Thule Axis. Otros miembros incluyeron a Félix Fausto y John Zatara, aunque este último dejó el equipo después de su primera misión. En algún momento, Shadowpact entró en contacto con el dios olímpico Hades, quien les prometió la eterna juventud si lo ayudaban a escapar de la prisión en la que había sido encerrado por su hermano, Zeus, y la reina de la tribu amazónica, Hipólita. Bones no pudo cumplir con su parte del trato y fue castigado por la antigua deidad, quien usó magia para volver invisibles la piel, los músculos y los órganos de Bones y teñir sus huesos de negro, dándole al agente la apariencia de un esqueleto ambulante. En el presente, Bones es el jefe de la agencia gubernamental D.E.O. y utiliza un tratamiento semanal con pintura corporal para parecer normal y llevar a cabo los asuntos del día a día.

## En otros medios
Mister Bones aparece en Stargirl, con la voz de Keith David. Esta versión es el director del Helix Institute for Youth Rehabilitation. Después de ser aludido en el episodio "Escuela de verano: Capítulo diez", su subordinada, la enfermera Louise Love, le informa sobre las personas con superpoderes de Blue Valley y hace planes para visitarlo en el episodio "Escuela de verano: Capítulo trece". En el episodio "Frenemies - Chapter Eight: Infinity Inc. Part 2", el es visitado por Courtney Whitmore, quien lo convence de dejar que Jennie-Lynn Hayden ayude a su hermano y paciente de Bones, Todd Rice. Siguiendo esto y tomando inspiración de la Sociedad de la Justicia de América, Bones se inspira para formar su propio equipo de superhéroes.